# Sarcolaena eriophora
Sarcolaena eriophora är en tvåhjärtbladig växtart som beskrevs av Thou.. Sarcolaena eriophora ingår i släktet Sarcolaena och familjen Sarcolaenaceae. Inga underarter finns listade i Catalogue of Life.